# Salon du chocolat

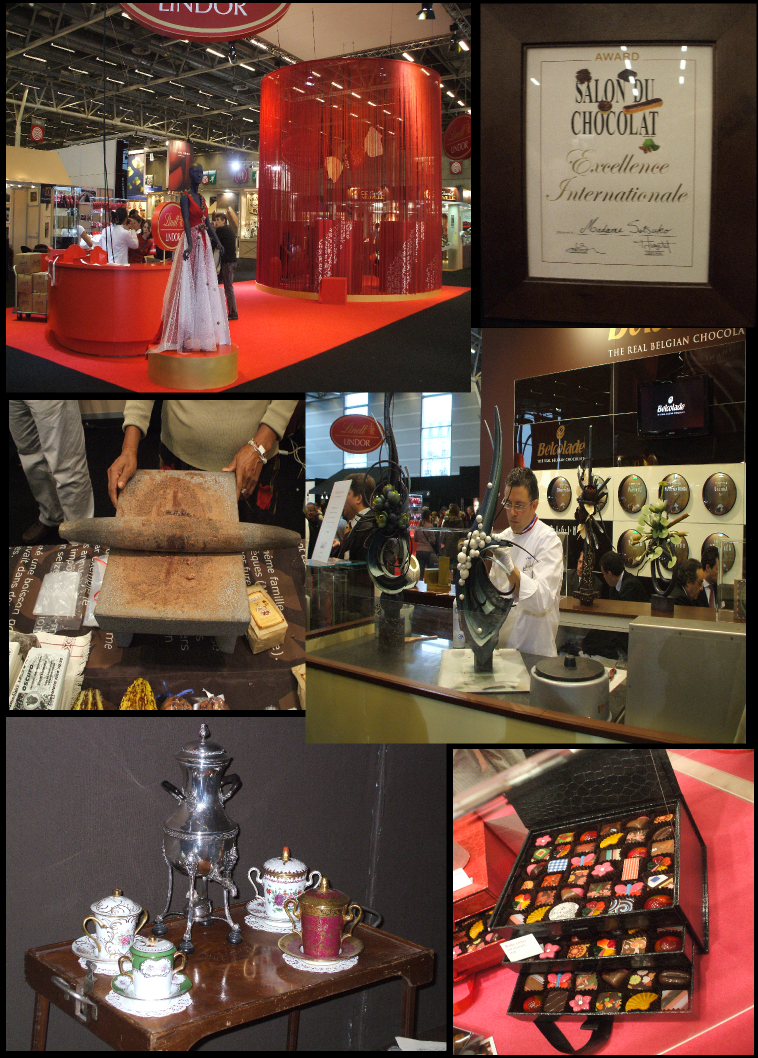
Salon du chocolat 2008

Salon du chocolat nebo též Chocoland je veletrh věnovaný čokoládě, který se od roku 1995 koná každoročně na přelomu října a listopadu v Paříži. Do roku 2000 se konal na výstavišti Espace Eiffel-Branly, v letech 2001-2003 v Carrousel du Louvre a od roku 2004 je pořádán na výstavišti Porte de Versailles.
Cílem výstavy je představit čokoládu ve všech jejích formách. Veletrhu se účastní profesionální průmysloví i řemeslní výrobci i další osoby v oblasti výroby a distribuce a prodeje čokolády. Během veletrhu se koná mnoho dílčích událostí spojených s čokoládou, jako výstavy uměleckých děl, konference a přednášky i módní přehlídka šatů z čokolády.
Veletržní výstava s tématem čokolády je putovní a koná se vedle Paříže rovněž v New Yorku, Tokiu, Šanghaji a Moskvě.
Každý rok je udělována cena Award du chocolat v kategoriích bonboniéra, náplň a tabulková čokoláda.